# Jim Holton
James Alan Holton (Lesmahagow, 1951. április 11. – Baginton, 1993. október 4.) skót válogatott labdarúgó.

## Pályafutása

### Klubcsapatban
1971 és 1972 között a Shrewsbury Town játékosa volt. 1972-ben a Manchester United csapatához szerződött. Négy szezon alatt 63 mérkőzésen lépett pályára és 5 gólt szerzett. Később játszott még a Miami Toros, a Sunderland, a Coventry City, a Detroit Express és a Sheffield Wednesday együtteseiben is. 

### A válogatottban
1973 és 1974 között 15 alkalommal szerepelt az skót válogatottban és 2 gólt szerzett. Részt vett az 1974-es világbajnokságon. 

## Sikerei, díjai
Manchester United
- Angol másodosztályú bajnok (1): 1974–75